# Polly Neate
Polly Neate is directeur van Shelter, een liefdadigheidsinstelling voor daklozen in het Verenigd Koninkrijk. Tot 2017 was zij werkzaam als directeur bij Women's Aid, een landelijke liefdadigheidsinstelling die ernaar streeft een einde te maken aan huiselijk geweld tegen vrouwen en kinderen. 
Gedurende haar tijd bij Woman's Aid heeft zij de omzet verdubbeld van £1,5m in 2013 tot £3,5m in 2016 en heeft een tekort van £760,880 omgezet in een overschot van £791.830. Daarnaast heeft zij bijgedragen aan het wettelijk strafbaar stellen van dwang en controlerend gedrag, lanceerde zij het project 'Safer Futures' en heeft zij (verbale) mishandeling in de rechtbank op de publieke en politieke agenda gezet met de 'Child First'-campagne. Dit leidde ertoe dat slachtoffers van huiselijk geweld in de rechtbank niet langer door hun vermeende gewelddadige ex-partner verhoord mogen worden.
In augustus 2017 stapte Neate over naar Shelter. In een interview met Third Sector kaartte zij aan dat liefdadigheidsorganisaties voor vrouwen respectloos worden behandeld door andere organisaties. Hun expertise zou onderschat  worden omdat zij zich op vrouwen richten en vaak een vrouw de leiding heeft. Haar overstap naar Shelter ziet ze als een kans om invloed te hebben op een "fundamenteel punt van sociale rechtvaardigheid".